# Барон Тримлестаун
Барон Тримлестаун из Тримлестауна в графстве Мит — наследственный титул в системе Пэрства Ирландии. Он был создан 4 марта 1461 года для сэра Роберта Барнуолла (ум. 1470). Он был младшим сыном сэра Кристофера Барнуолла (1370—1446), лорда главного судьи Ирландии (1435—1436, 1437—1446), и младшим братом Николаса Барнуолла, лорда главного судьи Ирландии (1457—1461). Ему наследовал его сын, Кристофер Барнуолл, 2-й барон Тримлестаун (ум. 1513). Он был замешан в заговоре Ламберта Симнела, но получил королевское помилование в 1488 году. Его сын, Джон Барнуолл, 3-й барон Тримлестаун (ум. 1538), служил лордом-канцлером Ирландии с 1534 по 1538 год.
В 1879 году после смерти Томаса Барнуолла, 16-го барона Тримлестауна (1796—1879), баронский титул оказался бездействующим. Титул унаследовал его родственник, Кристофер Патрик Мэри Барнуолл, де-юре 17-й барон Тримлестаун (1846—1891), потомок достопочтенного Патрика Барнуолла, второго сына 7-го барона. Но он умер прежде, чем были признаны его претензии на пэрское звание. В 1893 году Комитет по привилегиям Палаты лордов Великобритании признал законным бароном его младшего брата, Чарльза Алоизия Барнуолла, 18-го барона Тримлестауна (1861—1937). По состоянию на 2013 год носителем титула являлся внук последнего, Раймонд Чарльз Барнуолл, 21-й барон Тримлестаун (род. 1930), который сменил своего старшего брата в 1997 году.
К членам других ветвей семьи Барнуолл принадлежали виконты Барнуолл и баронеты Барнуолл из Крикстоун Касла.

## Бароны Тримлестаун (1461)
- 1461—1470: Роберт Барнуолл, 1-й барон Тримлестаун (умер 1470), сын сэра Кристофера Барнуолла[1]
- 1470—1513: Кристофер Барнуолл, 2-й барон Тримлестаун (умер в июне 1513), сын предыдущего
- 1513—1538: Джон Барнуолл, 3-й барон Тримлестаун[англ.] (умер 25 июля 1538), сын предыдущего
- 1538—1562: Патрик Барнуолл, 4-й барон Тримлестаун (умер 28 августа 1562), сын предыдущего
- 1562—1573: Роберт Барнуолл, 5-й барон Тримлестаун (умер 27 октября 1573), старший сын предыдущего
- 1573—1598: Питер Барнуолл, 6-й барон Тримлестаун (умер 14 апреля 1598), младший брат предыдущего
- 1598—1639: Роберт Барнуолл, 7-й барон Тримлестаун (ок.  1574 — 13 декабря 1639), сын предыдущего
- 1639—1667: Маттиас Барнуолл, 8-й барон Тримлестаун (ок. 1614 — 17 сентября 1667), сын достопочтенного Кристофера Барнуолла (ок. 1595—1622), внук предыдущего
- 1667—1689: Роберт Барнуолл, 9-й барон Тримлестаун (умер в июне 1689), единственный сын предыдущего
- 1689—1692: Маттиас Барнуолл, 10-й барон Тримлестаун (умер 8 сентября 1692), старший сын предыдущего
- 1692—1746: Джон Барнуолл, 11-й барон Тримлестаун (1672 — 7 апреля 1746), младший брат предыдущего
- 1746—1779: Роберт Барнуолл, 12-й барон Тримлестаун[англ.] (умер 6 декабря 1779), сын предыдущего
- 1779—1796: Томас Барнуолл, 13-й барон Тримлестаун (ок. 1739—1796), единственный сын предыдущего
- 1796—1813: Николас Барнуолл, 14-й барон Тримлестаун (29 июня 1726 — 17 апреля 1813), сын достопочтенного Ричарда Барнуолла, внук Джона Барнуолла (1672—1746)
- 1813—1839: Джон Томас Барнуолл, 15-й барон Тримлестаун (29 января 1773 — 7 октября 1839), единственный сын предыдущего
- 1839—1879: Томас Барнуолл, 16-й барон Тримлестаун (14 апреля 1796 — 4 августа 1879), единственный сын предыдущего
- 1879—1891: Кристофер Патрик Мэри Барнуолл, де-юре 17-й барон Тримлестаун (6 октября 1846 — 10 сентября 1891), сын Чарльза Барнуолла (ум. 1873), внук Кристофера Барнуолла (ум. 1849), правнук Ричарда Барнуолла (ум. 1827)
- 1891—1937: Чарльз Алоизий Барнуолл, 18-й барон Тримлестаун (14 мая 1861 — 26 января 1937), младший брат предыдущего, в 1893 году признан Палатой лордов в качестве 18-го барона
- 1937—1990: Чарльз Алоизий Барнуолл, 19-й барон Тримлестаун (2 июня 1899 — 9 октября 1990), сын предыдущего
- 1990—1997: Энтони Эдвард Барнуолл, 20-й барон Тримлестаун (2 февраля 1928 — 21 августа 1997), старший сын предыдущего
- 1997 — настоящее время: Раймонд Чарльз Барнуолл, 21-й барон Тримлестаун (родился 29 декабря 1930), младший брат предыдущего[2].

Нет наследника титула.